# Myxococcales
Myxococcales é uma ordem de bactérias gram-negativas da classe Deltaproteobacteria.
As Myxococcales / mixobactérias (do grego myca, que significa muco) vivem em ambientes com muita matéria orgânica que está em decomposição (como por exemplo o solo). Suas colônias secretam substâncias, que matam outras bactérias das quais as mixobactérias se alimentam.

## Famílias
- Archangiaceae
- Cystobacteraceae
- Myxoccaceae
- Polyangiaceae